# Camiones (película)
Camiones (en idioma original en inglés: Trucks) es una película para televisión canadiense-estadounidense de 1997 dirigida por Chris Thomson y protagonizada por Timothy Busfield, Brenda Bakke, Aidan Devine y Brendan Fletcher. Está basado en el cuento homónimo de Stephen King publicado en la colección El umbral de la noche
junto con la película Truck Evil y también sirve como la segunda adaptación de la película anterior Maximum Overdrive, la única película dirigida por el mismo King.

## Sinopsis
En un pequeño pueblo estadounidense, los residentes viven en paz. Pero un día, los camiones misteriosamente empiezan a cobrar vida y desarrollar sus propias mentes. Los camiones terminan provocando violencia, empezando a destruir viviendas y matando a las personas que encuentran a su paso. El resto de la gente del pueblo deben encontrar la forma de destruir a todos los camiones antes de que estos maten a todos los residentes del pueblo.
Al final, un helicóptero no tripulado ayuda a los últimos sobrevivientes.

## Reparto
- Timothy Busfield como Ray Porter.
- Brenda Bakke como Hope Gladstone.
- Aidan Devine como Camionero Bob.
- Romana Podhora como Thad Timmy.
- Jay Brazeau como Jack.
- Brendan Fletcher como Logan Porter.
- Amy Stewart como Abby Timmy.
- Victor Cowie como George "Georgie".
- Sharon Bajer como June Yeager.
- Jonathan Barrett como Brad Yeager.
- Rick Skene como Camionero Pete.
- Don Granberry como Sheriff.
- Kirk Harper como Lino.
- Harry Nelken como Phil.

## Producción
El rodaje concluyó el 22 de agosto de 1997. El rodaje tuvo lugar en Winnipeg, Manitoba.

## Recepción
TV Guide lo calificó como 2/4 y escribió: "La película es premisa y no es un argumento, un problema que se agrava por la torpe adición de extrañas secuencias sangrientas".